# Aviendha
Aviendha ur de Nio Dalarnas sept i Taardads klan är en av huvudpersonerna i fantasyserien Sagan om Drakens återkomst av Robert Jordan.

## Biografi

### Spjutjungfrun
Aviendha kommer in i berättelsen som en av Aiels spjutjungfrur, en krigarkvinna som är gift med sitt vapen. Hon kommer från de Nio Dalarnas sept i Taardads klan (i vissa tidiga utgåvor anges felaktigt Bittra Vattnets sept). Hon är en av de Aielkrigare som beger sig ut ur Aielöknen, över Världsryggen och in i de så kallade "våtlanden" på jakt efter Car'a'carn, hövding över Aiels klanhövdingar, Han Som Kommer Med Gryningen. De hamnar slutligen i Tears klippa, där Rand al'Thor drar svärdet Callandor och utropar sig till Draken Återfödd. Aviendha träffar där de två unga kvinnorna Elayne Trakand och Egwene al'Vere med vilka hon blir god vän. Hon kallar dem, enligt Aiels tradition, nästan-systrar.

### Till Rhuidean
Aviendha hade gärna följt med Elayne till Tarabon för att jaga Svarta Ajah, men hon kallas tillbaka till öknen av okänd anledning. Hon lovar dock Elayne att ta hand om Rand al'Thor, som hon ska resa tillsammans med, åt henne och se till att han inte träffar någon annan. När de väl kommit till ökenstaden Rhuidean kommer sanningen fram om Aviendhas kallelse: hon kan leda Kraften och har kallats för att bli lärling åt Aiels Visa. Aviendha är faktiskt en av de starkaste i kraften, av alla man känner till.

### Med Rand al'Thor
I Rhuidean, dit Aviendha beger sig som ett led i att bli en av de Visa, får hon veta att hennes öde är att bli förälskad i Rand. Aviendha får då problem med att hålla sitt löfte till Elayne, vilket hon beskyller Rand för, och hon blir plötsligt mycket fientligt inställd till honom. För att råda bot på situationen tvingar de Visa Aviendha att bli Rands lärare i Aieltraditioner. Hon fortsätter att vara avogt inställd till Rand ända fram till den dag då Rand råkar se henne naken. Aviendha skapar i panik en portöppning till andra sidan världen, där hon springer iväg i en snöstorm. Rand följer efter henne, tar hand om henne när hon nästan fryser ihjäl, och sedan har de sex med varandra. Aviendha bestämmer sig för att detta inte ska upprepas förrän hon kunnat prata ut med Elayne om det.

### Framtiden
Min har förutspått att Aviendha ska få fyrlingar med Rand någon gång i framtiden.